# Alpine Fault

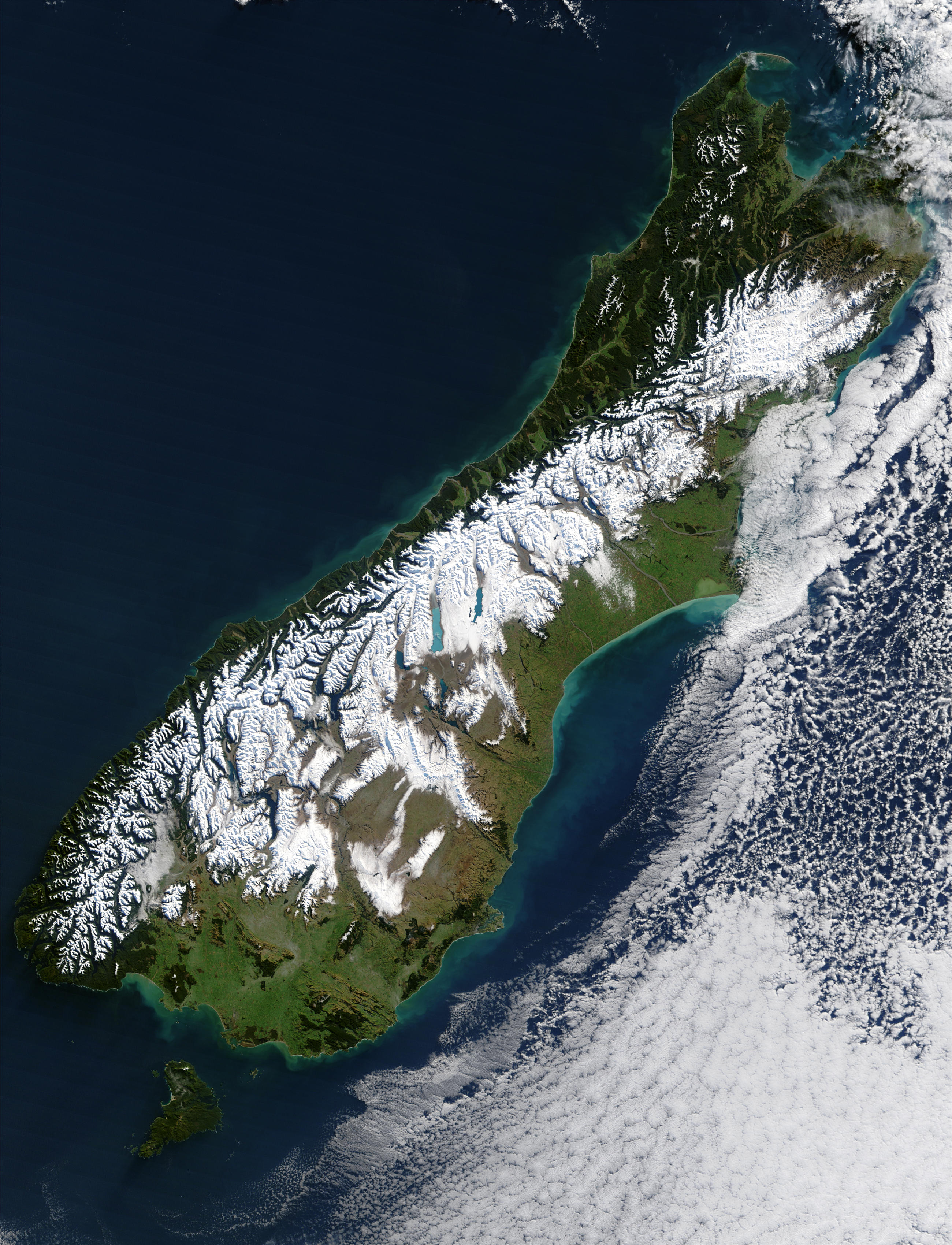
Die Alpine Fault, durch den Kontrast zwischen schneebedeckten Bergen und grüner Küstenebene in der oberen Bildhälfte klar als gerade Linie sichtbar, verläuft vom westlichen Teile der Southern Alps bis zum nördlichen Teil der Südinsel.

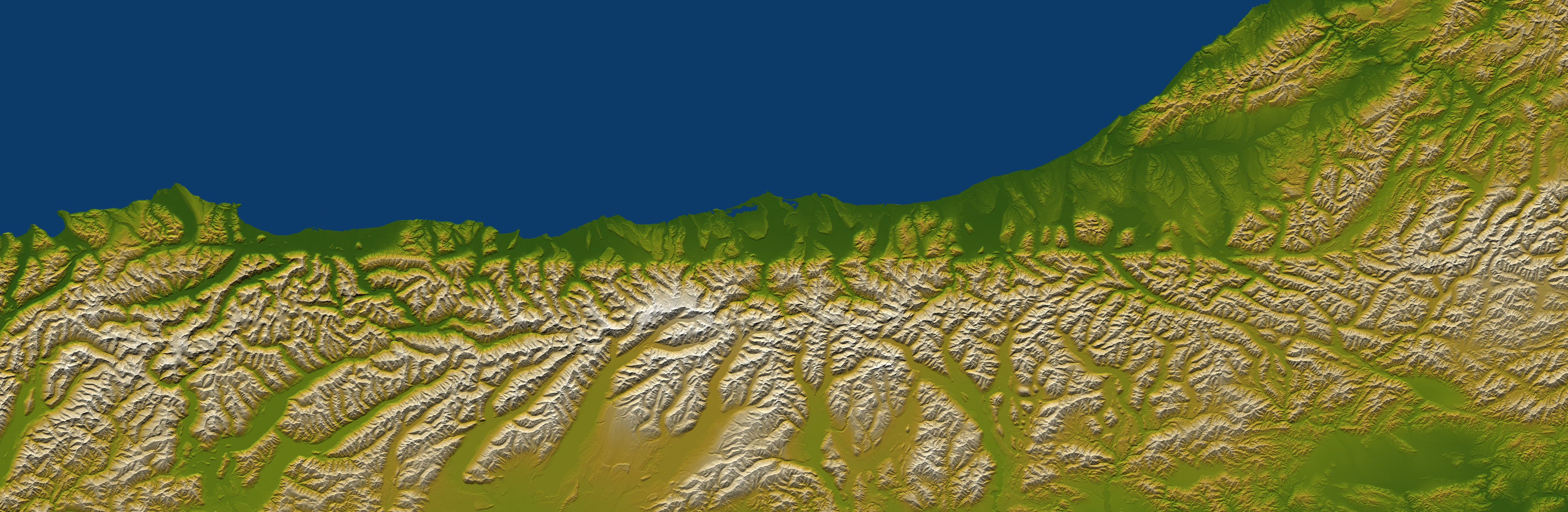
Diese nach Höhen eingefärbte Karte zeigt die Auswirkung der Alpine Fault auf die Oberfläche von South Island. Breite des Bildausschnitts ist 495 km, Nordwesten ist oben

Die Alpine Fault ist eine geologische Verwerfung vom Typ einer rechtshändigen Blattverschiebung, die die Südinsel (South Island) Neuseelands fast der gesamten Länge nach durchquert. Sie ist eine Transformstörung und bildet die Grenze zwischen der Pazifischen Platte und der Indo-Australischen Platte. An ihr ereignen sich häufig Erdbeben, und die Bewegungen an der Verwerfung sind der Grund für die Entstehung der Southern Alps. Die Hebung der Southern Alps ist darauf zurückzuführen, dass die Bewegung der Kontinentalplatten hier nicht genau parallel zur Alpine Fault verläuft, sondern leicht schräg, so dass es zur Aufschiebung der östlichen Seite kommt.

## Verlauf
Die Alpine Fault entsteht in der Macquarie-Störungszone im Puysegur-Trench vor dem südwestlichen Ende der Südinsel. Von dort verläuft sie am Westende der Southern Alps entlang, bevor sie sich nördlich von Arthur’s Pass in eine Reihe von kleineren rechtshändigen Blattverschiebungen aufteilt, die als Marlborough Fault Zone  bekannt sind. Diese Zone besteht aus einzelnen Verwerfungen, unter anderem der Wairau Fault, der Hope Fault, der Awatere Fault und der Clarence Fault, und überträgt den Störungsversatz zwischen der Alpine-Verwerfung und dem Hikurangi Trench (Seegraben), einer Subduktionszone nördlich Neuseelands. Als Hauptfortsetzung des Alpine Fault wird die Hope Fault angesehen.
Die mittleren Bewegungsraten im Zentralabschnitt der Verwerfung betragen etwa 30 mm pro Jahr und sind sehr hoch im weltweiten Vergleich. Die Bewegungen an der Alpine Fault haben dazu geführt, dass Zealandia, der Neuseeland umgebende Mikrokontinent, zerteilt wurde, so dass beide Hälften um etwa 500 km versetzt wurden.

## Historische Erdbeben
An der Alpine Fault und ihren nördlichen Fortsetzungen haben sich in historischer Zeit einige größere Erdbeben ereignet:
- 1848 – Marlborough-Erdbeben von 1848, mit der Stärke von 7,8 MW
- 1888 – North-Canterbury-Erdbeben von 1888, mit der Stärke von 7,1 MW
- 1929 – Arthur’s-Pass-Erdbeben von 1929, mit der Stärke von 7,1 MS
- 1929 – Murchison-Erdbeben von 1929, mit der Stärke von 7,8 MS
- 1968 – Inangahua-Erdbeben von 1968, mit der Stärke von 7,1 MW
- 2003 – Fiordland-Erdbeben von 2003, mit der Stärke von 7,2 MW
- 2009 – Dusky-Sound-Erdbeben von 2009, mit der Stärke von 7,8 MW

## Große Bruchbewegungen
Die Bewegungen an der Alpine Fault und ihrer süd- wie nordwärtigen Fortsetzung führen dazu, dass sich ständig kleinere Bruchbewegungen abspielen, und große Brüche ebenfalls nicht selten sind.
In den letzten tausend Jahren haben sich an der Alpine Fault vier größere Bruchbewegungen ereignet, die Erdbeben mit einer Magnitude oberhalb von 8 erzeugten. Sie ereigneten sich nach paläoseismischen Untersuchungen in einem Abstand von etwa 100 bis 350 Jahren, nämlich um 1100, 1450, 1620 und 1717 n. Chr. Die letzte dieser Bruchbewegungen im Jahr 1717 scheint etwa 400 km der Alpine Fault betroffen zu haben. Da seit diesem Ereignis bereits fast dreihundert Jahre vergangen sind, könnte sich ein solches Ereignis jederzeit wiederholen.